# Bulgarian International 1999
Die Bulgarian International 1999 im Badminton fanden vom 1. bis zum 5. September 1999 in Sofia statt.

## Medaillengewinner
| Disziplin    | Gold                               | Silber                             | Bronze                           |
| ------------ | ---------------------------------- | ---------------------------------- | -------------------------------- |
| Herreneinzel | Kasper Ødum                        | Jyri Aalto                         | Jürgen Koch                      |
| Herreneinzel | Kasper Ødum                        | Jyri Aalto                         | Boris Kessov                     |
| Dameneinzel  | Elena Nozdran                      | Anu Weckström                      | Petya Nedelcheva                 |
| Dameneinzel  | Elena Nozdran                      | Anu Weckström                      | Natalja Esipenko                 |
| Herrendoppel | Christian Mohr Joachim Tesche      | Kristof Hopp Thomas Tesche         | Mihail Popov Svetoslav Stoyanov  |
| Herrendoppel | Christian Mohr Joachim Tesche      | Kristof Hopp Thomas Tesche         | Harald Koch Jürgen Koch          |
| Damendoppel  | Diana Koleva Neli Nedjalkova       | Natalja Esipenko Natalia Golovkina | Nicole Grether Wiebke Schrempf   |
| Damendoppel  | Diana Koleva Neli Nedjalkova       | Natalja Esipenko Natalia Golovkina | Maria Kizil Vlada Chernyavskaya  |
| Mixed        | Valerij Strelcov Natalia Golovkina | Joachim Tesche Wiebke Schrempf     | Dmitry Miznikov Natalja Esipenko |
| Mixed        | Valerij Strelcov Natalia Golovkina | Joachim Tesche Wiebke Schrempf     | Andrej Pohar Maja Pohar          |